# Grammitis nudicarpa
Grammitis nudicarpa är en stensöteväxtart som beskrevs av Edwin Bingham Copeland. Grammitis nudicarpa ingår i släktet Grammitis och familjen Polypodiaceae. Inga underarter finns listade.